# BBC Radio 4 Extra
BBC Radio 4 （旧BBC Radio 7 ）とは、 BBCが所有・運営するイギリスのデジタルラジオ局である。
BBCラジオ4の姉妹局であり、主にコメディ、ドラマ、ドキュメンタリー番組のアーカイブされた再放送を放送している。BBCのスポークンワードアーカイブの主要放送局であるため、番組の大部分はそのアーカイブから発信されている。 また、Radio 4 で放送される番組の延長番組や付随番組も放送し、特定の番組については「キャッチアップ」サービスも提供している。
この放送局は2002年12月にBBC 7として開局し、アーカイブコメディ、ドラマ、最新の子供向けラジオ番組をミックスして放送していた。 この放送局は2008年にBBCラジオ7に改名された後、2011年4月にBBCラジオ4エクストラとして再開された。 2013年第1四半期、ラジオ4エクストラの週間視聴者数は164万2千人で市場シェアは0.95%で、2016年第4四半期には視聴者数は218万4千人で市場シェアは1.2%だった。 
RAJARによれば、この放送局は2024年3月時点で毎週150万人の視聴者に放送しており、聴取シェアは1.3%となっている